# 以阿和平協議

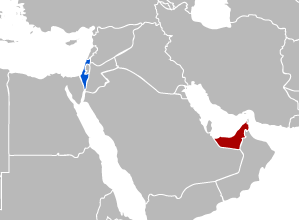
以色列
阿拉伯聯合大公國

《以色列與阿拉伯聯合大公國和平協議》（英語：Israel–United Arab Emirates peace treaty），简称《以阿和平协议》，或稱《亞伯拉罕協定》（英語：Abraham Accords），是由以色列和阿拉伯聯合大公國於2020年8月13日達成。如果簽署了協議，阿拉伯聯合大公國將會是繼埃及（1979年）和約旦（1994年）之後的第三個與以色列簽署和平協議的阿拉伯國家，以及第一個簽署該協議的波斯灣國家。該條約將解決两国之間的緊張关系。同時，以色列同意暫時中止吞併約旦河谷的計劃。

## 背景
早在1971年，阿拉伯聯合大公國第一任總統扎耶德·本·蘇爾坦·阿勒納哈揚就曾將以色列稱為“敵人”。2015年11月，以色列宣布他們將在阿拉伯聯合大公國開設外交辦事處，這是十多年來以色列首次在波斯灣國家中正式派駐人員。2019年8月，在與伊朗的緊張局勢加劇的情況下，以色列外交部長就與阿拉伯聯合大公國的軍事合作發表了公開聲明。
在達成該協議的前幾個月中，以色列一直在與阿拉伯聯合大公國秘密合作以對抗COVID-19大流行。歐洲新聞媒體報導說，以色列情報及特殊使命局謹慎地從波斯灣國家那裡獲得了醫療設備。以色列總理班傑明·納坦雅胡在2020年6月底報告說，兩國正在合作抗擊冠狀病毒，而摩薩德首領尤西·科恩曾多次前往阿聯酋。但是，幾個小時後，阿聯酋似乎對此不屑一顧，因為它表明這只是私人的行程安排，而非國際間的交流。
川普政府終止伊朗核協議後，以色列對伊朗發展伊朗核計劃的擔憂加劇，德黑蘭否認了這一舉動。目前，伊朗在從敘利亞到葉門的代理戰爭中支持不同派系，阿拉伯聯合大公國支持沙烏地阿拉伯領導的聯軍打擊在該地區作戰的伊朗結盟部隊。近年來，因為這些外部因素，這些國家的非正式關係大大升溫，並基於對伊朗核計劃和地區影響的共同反對，進行了廣泛的非正式合作。
該協議也被正式稱為“亞伯拉罕協議”，以紀念亞伯拉罕，世界上三種主要亞伯拉罕宗教（猶太教、伊斯蘭教和基督教）的先祖。

## 協議

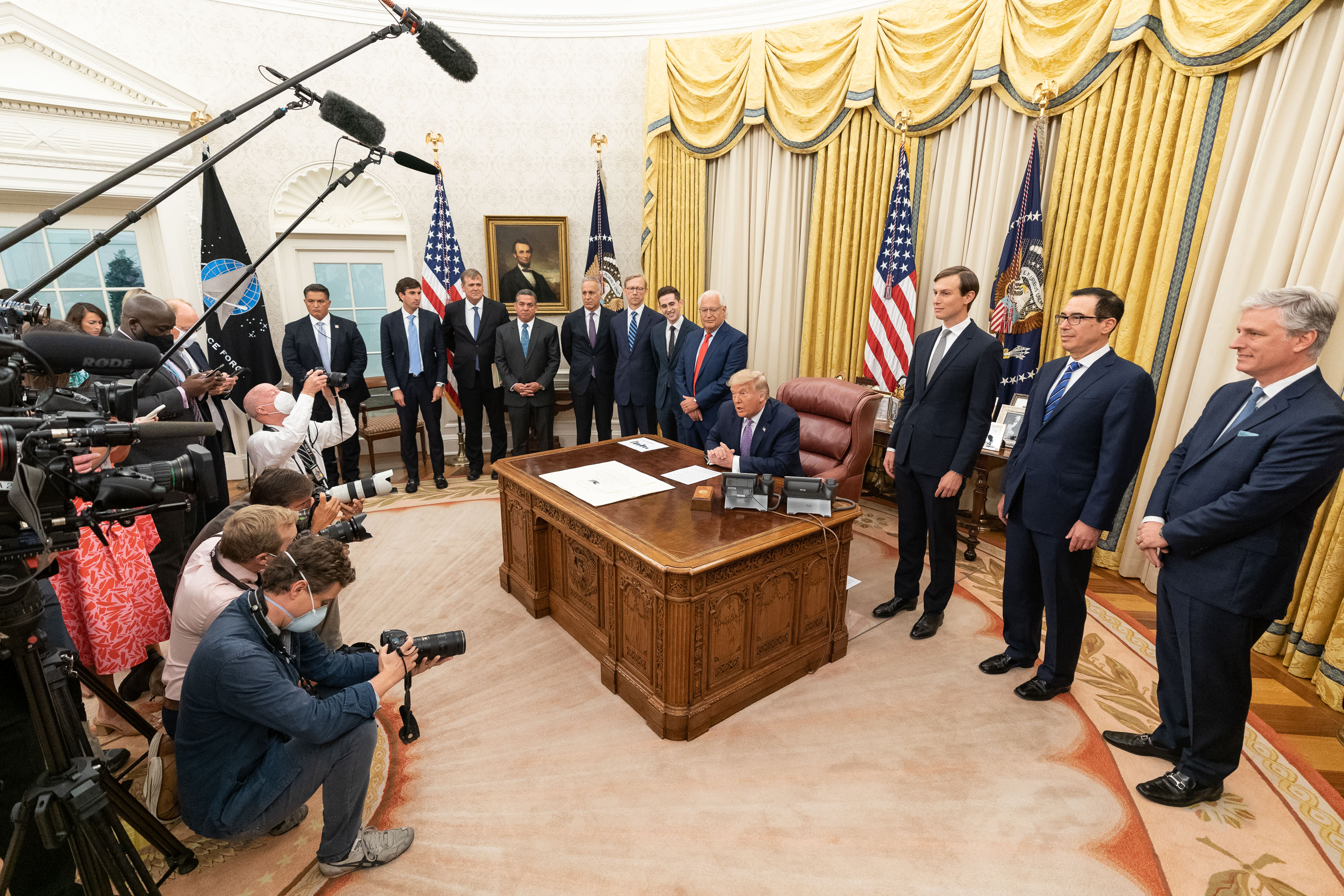
美國總統川普於2020年8月13日在白宮橢圓形辦公室向媒體宣布了該協議

2020年8月13日，阿拉伯聯合大公國外交大臣安瓦爾·加加什（Anwar Gargash）宣布阿拉伯聯合大公國同意與以色列實現關係正常化的協議，稱阿拉伯聯合大公國希望應對兩國解決方案所面臨的威脅，特別是吞併巴勒斯坦領土並敦促巴勒斯坦人和以色列人返回談判桌。他表示，他認為直到巴勒斯坦人和以色列人之間達成最終協議之後，耶路撒冷才會有大使館。美國總統川普和以色列總理班傑明·納坦雅胡說：「以色列和阿拉伯聯合大公國將使兩國關係全面正常化」。他們將互設使館和大使，並開始在包括旅遊，教育，保健，貿易和安全在內的廣泛領域進行全面合作。”
川普、納坦雅胡和扎耶德發表的聯合聲明中寫道：“這一歷史性外交突破將促進中東地區的和平，這證明了三位領導人的大膽外交和遠見以及阿拉伯聯合大公國和以色列的勇氣繪製一條新的道路，將釋放該地區的巨大潛力。”阿拉伯聯合大公國表示將繼續支持巴勒斯坦人民，該協議將保持以色列和巴勒斯坦之間兩國解決方案的前景。儘管達成了協議，但納坦雅胡表示，以色列對約旦河谷的主權主張仍在議程中，只是暫時凍結。
扎耶德在推特上說：“阿拉伯聯合大公國和以色列也同意合作，並為建立雙邊關係設定了路線圖。”
預計和平協定將於9月初在白宮簽署。

## 反應

以色列和阿拉伯聯合大公國
正面回應
負面回應
立场中立
沒有回應

### 中东

#### 以色列
以色列总理内塔尼亚胡表示，如果得到美国批准，他吞并约旦河西岸部分地区的计划“没有改变”，但他补充说，这些计划暂时搁置。在协议达成之前，由于大多数以色列人和政府联盟伙伴本尼·甘茨反对，吞并30%约旦河西岸的计划已经被搁置。除了实际上在以色列控制下的巴勒斯坦人以外，还有数十万以色列定居者居住在这些地区。
甘茨感谢特朗普、内塔尼亚胡和穆罕默德·本·扎耶德·阿勒纳哈扬促成了和平协议的达成，他说，这表明中东国家之间希望稳定和相互合作的联盟。这也体现了以色列对与周边国家和平共处的永恒愿望，同时也提升了以色列在世界舞台上的形象，创造了地区更加美好的未来。内塔尼亚胡在接受记者采访时承认，由于美国的要求，他对阿拉伯联合酋长国的谈判保密。

#### 阿联酋
阿联酋驻美国大使尤塞夫·阿尔·奥泰巴发表了一份声明，称赞该协议是“外交的胜利也是该地区的胜利”，并补充道此协议如何“缓解现在的紧张局势并为积极变革创造新的活力”

#### 巴林
巴林是第一个对这一声明发表公开评论的海湾阿拉伯国家，它对阿联酋领导人表示祝贺，并对该协议表示赞许，认为这是“增加中东和平机会的举措”。

#### 阿曼
阿曼公开表示支持阿联酋恢复与以色列关系正常化的决定。外交部发表声明称，这是一项“历史性”的协议。

#### 伊朗
伊朗塔斯尼姆通讯社称以色列和阿联酋的协议是“可耻的”。伊朗外交部随后谴责这项协议是在巴勒斯坦人和穆斯林的背后捅刀子，并称之为“危险”和“可耻”的。外交部还表示阿联酋必须为自己的行为承担全部责任，并称签署该协议是“愚蠢”的行为，全世界都不会原谅这份协议，而它“无疑会令地区的抵抗轴心更坚强”。

#### 埃及
埃及总统阿卜杜勒-法塔赫·塞西对该协议表示欢迎，并赞扬双方为“实现该地区的繁荣与稳定”所做的努力。

#### 土耳其
土耳其外交部强烈反对该协議，称历史和中东人民不会忘记阿联酋的所作所为，这违背了2002年的阿拉伯和平倡议。土耳其总统雷杰普·塔伊普·埃尔多安随后表示，土耳其正在考虑召回駐阿聯大使甚至与阿联酋断交，以示报复。但是，土耳其和以色列存在外交关系。

#### 巴勒斯坦
巴勒斯坦總統马哈茂德·阿巴斯當天發表聲明強烈拒絕和譴責這一協議，認為它是對巴勒斯坦人民的侵犯。哈馬斯也對協議予以譴責，認為它形同在巴勒斯坦背後捅刀，并声称该协议是以色列侵犯巴勒斯坦人民所得到的“免费奖赏”。

#### 约旦
約旦外交部長艾曼·薩法迪表示，這個協議被遵守的前提是以色列應放棄任何吞併約旦河西岸地區的計劃，如果該協議能夠讓以色列撤出巴勒斯坦的領土，它將使中東更加接近和平，否則只會加劇阿以衝突。

### 欧洲

#### 欧盟
歐洲聯盟對兩國建交表示歡迎，並重申支持中東地區出現國與國之間的和平協議。歐盟外交事務發言人馬斯拉里（Nabila Massrali）說：“關係正常化不僅對於兩國有利，也對该區域的穩定具有重要作用。這兩個國家都是我們的夥伴。”歐盟外交和安全政策高級代表波瑞爾（Josep Borrell）則在推特發文表示：「中止占領是正面的一步。這類計畫現在應該全部放棄。歐盟希望以色列與巴勒斯坦恢復談判，以達成依國際社會同意的標準為基礎的國與國解決方案。」

#### 英国
英國首相鲍里斯·強森認為這是一個「巨大的好消息」，英國外相多米尼克·拉布則對此發表聲明：「這是歷史性的一步，見證了英國兩個好朋友之間關係正常化...最終，沒有什麼能取代巴勒斯坦和以色列之間的直接對話。」

### 美国
美国驻联合国大使凯莉·克拉夫特对这一宣布表示庆祝，称这是特朗普总统和全世界的一次“巨大胜利”，她说，兩國的外交关系表明“我們有多麼渴望世界和平”，中东国家也必須要明白“坚定反对伊朗这个支持恐怖主义头号国家”的重要性。

### 联合国
联合国秘书长安东尼奥·古特雷斯表示“支持任何能促进中东地区和平与安全的協議”

### 其他國家

#### 日本
日本政府表示支持美國、以色列和阿聯所發表的聯合聲明。

#### 印度
印度外交部發言人表示：「印度不斷與鄰近的西亞擴展雙邊關係，並一貫支持西亞的和平、穩定與發展。我們支持阿聯與以色列之間的關係全面正常化，因為兩國都是印度的重要戰略夥伴。」

#### 中华人民共和国
中华人民共和国外交部发言人赵立坚表示：「中方乐见有助于缓和中东地区国家紧张关系、促进地区和平稳定的举措。希望有关方采取切实行动，推动巴勒斯坦问题早日重回平等对话谈判的轨道。中方在巴勒斯坦问题上的立场是一贯的明确的，将继续坚定支持巴勒斯坦人民，争取恢复民族合法权利的正义事业和独立建国事业。」

#### 南非
南非国际关系与合作部对这项协议在没有与巴勒斯坦人协商的情况下就达成表示遗憾，尽管这项协议关系到巴勒斯坦人的未来。南非国际关系与合作部还指出，这项协议并不能保证永久停止对约旦河西岸部分地区的吞并。

#### 加拿大
加拿大外交部长弗朗索瓦·菲利普对这项协议表示欢迎，称它是朝着和平与安全的中东迈出的积极和历史性的一步。

#### 
哥斯达黎加表示，这是历史性的一步，有助于实现和平，解决该地区的问题。哥斯达黎加外交部长鲁道夫·索拉诺·基罗斯说，哥斯达黎加很高兴地收到了这一消息，因为这两个国家都是哥斯达黎加的盟友，并希望今后继续与哥斯达黎加合作。

## 後續
巴勒斯坦政府召回該國駐阿拉伯聯合大公國大使。以色列總理班傑明·納坦雅胡表示，如果美國批准该协议，約旦河西岸部分地區的吞併計劃“不会改變”，這些計劃只是暫時被擱置。
美国总统川普因此次事件第二次获得诺贝尔和平奖提名。
2020年11月，以色列内阁通过和阿联酋签署的互免签证协议。同月，阿联酋和以色列开行直达商业航班。